# P.O
P.O（ピオ、朝鮮語: 피오、1993年2月2日 - ）は、韓国の歌手、タレント、俳優。Block B、BASTARZのメンバーである。

## 略歴
2011年にBlock Bのメンバーとしてデビュー。Block BおよびBASTARZではラップを担当。中学校1年生の時からラッパーになりたかったと話している。また、中学校の時に演技教室に通うほど演技に対して関心があった。韓林演芸芸術高等学校で演技を学び、2015年には第1期の卒業生たちで劇団「少年」を設立。テレビドラマ「愛の温度(2017/SBS)」で俳優デビューを果たし、その後も「ボーイフレンド(2018-19/tvN)」や「ホテルデルーナ(2019/tvN)」、「場合の数(2019/JTBC)、「マウス(2021/tvN)」など多くの作品に出演。2021年9月を最後にSeven Seasonsとの専属契約が終了。2021年10月末にアーティストカンパニーの所属となった。2022年3月28日に海兵隊へ入隊、2023年9月27日に除隊。

## ディスコグラフィ

### デジタルシングル
- Men'z Night - 2017年
- 소년처럼 (Comme des Garçons) - 2018年
- Promise (Feat. MINO of WINNER) - 2019年

## 出演

### テレビドラマ
- 2017年 SBS「愛の温度」- カン・ミノ役[5]
- 2018年 MBN「トキメキ注意報」- ユン・ユジュン役[6]
- 2018-19年 tvN「ボーイフレンド」- キム・ジンミョン役[7]
- 2019年 tvN「ホテルデルーナ～月明かりの恋人～」- チ・ヒョンジュン役[8]
- 2020年 JTBC「2人の恋は場合の数」- チン・サンヒョク役[9]
- 2021年 tvN「マウス」- シン・サン役[10]
- 2022年 tvN「ユミの細胞たち2」- CONTROL Z役[11]

### テレビ番組
- 2011年 MBC every1「デスキャンプ24時間」
- 2012年 SBS MTV「より多くのショー：今年ニューK-POP」
- 2012、2017年 SBS MTV「THE SHOW」MC[12][13]
- 2014年 SBS「ファッション王コリア2」[14]
- 2016年 OnStyle「LIPSTIC PRINCE」[15]
- 2017年 OLIVE『P.Oの騒怪レストラン」
- 2017年 SBS MTV「THE SHOW」MC[13]
- 2017年 OnStyle「LIPSTICK PRINCE 2」[16]
- 2017年 MBC「不埒な同居」（2017年4月14日〜2018年3月23日）
- 2018年 tvN「大脱出シーズン1」（2018年7月1日〜2018年9月23日）
- 2018年 XtvN「カバーブラザーズ」
- 2018年 SBS「放課後ヒップホップ」MC[17]
- 2018年 tvN「新西遊記シーズン5」（2018年9月30日〜2018年10月28日）
- 2018年 tvN「新西遊記シーズン6」（2018年10月28日〜2018年12月02日）
- 2019年 tvN「大脱出シーズン2」（2019年3月17日〜2019年6月9日）
- 2019年 tvN「驚きの土曜日-ドレミマーケット」（2019年3月30日〜）
- 2019年 tvN「カン食堂2～新西遊記 外伝～」（2019年5月31日〜2019年8月2日）
- 2019年 KBS2「サムショーバイバル1 + 1」（2019年6月26日〜）
- 2019年 tvN「新西遊記シーズン7」
- 2020年 tvN「大脱出シーズン3」
- 2020年 tvN「麻浦のオシャレさん」
- 2020年 tvN「新西遊記シーズン8」
- 2021年 tvN「大脱出シーズン4」

### 配信番組
- 2018年 V LIVE「撮られると死ぬ」[18]
- 2021年 TVING「新西遊記スペシャル スプリングキャンプ」[19]

### 演劇
- 2016、18年「スーパーマン・ドットコム」- オンダル役[20]
- 2017年「MANITOZ」- パク・ヨンボム役[21]
- 2021年「Almost Maine」-「They Fell」RANDY役/「Seeing The Thing」DAVE役[3]
- 2022年「PLAYBACK」MAN役

### 広告
- 2017年 YURICA[22]

## 受賞歴
- 2017年 「MBC放送芸能大賞」人気賞[23]
- 2020年 「2020 Asia Model Awads」ファッショニスタ賞[24]